# Polygyra peregrina
Polygyra peregrina es una especie de molusco gasterópodo de la familia Polygyridae en el orden de los Stylommatophora.

## Distribución geográfica
Es  endémica de Estados Unidos.

## Hábitat
Su hábitat natural son: zonas rocosas